# 札幌市立手稲東小学校
札幌市立手稲東小学校（さっぽろしりつ ていねひがししょうがっこう）は、北海道札幌市西区にある公立小学校。
校歌の作詞は飯田広太郎、作曲は工藤冨次郎。
校木はイチイ。

## 沿革
- 1872年（明治5年）時習館を開設
- 1878年（明治11年）上手稲教育所と改称。
- 1880年（明治13年） 公立上手稲小学校と改称。
- 1887年（明治20年）公立上手稲簡易小学校と改称。
- 1895年（明治28年）公立上手稲尋常小学校と改称。
- 1909年（明治42年）現在地に新校舎新築移転。
- 1917年（大正6年）公立上手稲尋常高等小学校と改称。
- 1922年（大正11年）校章を制定。
- 1941年（昭和16年）手稲村立上手稲国民学校と改称。
- 1945年（昭和20年）校歌制定。
- 1947年（昭和22年）手稲村立上手稲小学校と改称。手稲村立上手稲中学校上手稲分校併置。開校75周年記念式典開催。記念碑建立。
- 1951年（昭和26年）手稲町立上手稲小学校と改称。
- 1962年（昭和37年）開校90周年記念式典・祝賀会開催。
- 1969年（昭和44年）ポートランド市アラメダ小学校と姉妹校となる。
- 1972年（昭和47年）開校100周年記念式典・祝賀会開催、記念碑建立。
- 1982年（昭和57年）開校110周年記念式典開催。特殊学級開級。
- 1986年（昭和61年）プール完成。
- 1987年（昭和62年）学校開放図書館「ら・ぽーる」開館。開校115周年記念式典、祝賀会、教育実践発表会を開催。
- 1992年（平成4年）開校120周年記念事業を実施。
- 1993年（平成5年）120周年記念モニュメント（橘井裕氏製作）除幕。
- 1997年（平成9年）プール温水シャワー設置。
- 1999年（平成11年）コンピューター室を設置。
- 2002年（平成14年）開校130周年記念公開授業研究会（兼札幌市学校研究委託発表会）を開催。
- 2009年（平成21年）ミニ児童会館が創設される。
- 2012年（平成24年） 開校140周年を祝う会を開催。

## 教育目標
- 人間尊重の精神を基盤として、自ら学び、自ら考える力を育成し、社会の変化に主体的に対応し行動できるようにするとともに、知・情・意の調和のとれた豊かな人間性を養い、心身ともたくましい子どもを育てる。
  - 美にあこがれ　思いやりあふれる　明るい子ども
  - 進んで学び　創意を生かして　考える子ども
  - 健康で　気力に満ちた　ねばり強い子ども
- 目指す学校像
  - 子ども一人一人の自立を支える学校の創造
- 重点目標
  - A（挨拶）K（感謝）E（笑顔）の花あふれる手稲東小学校の子どもたちを目指して

- 進級先：札幌市立手稲東中学校･札幌市立西野中学校

## 時習館

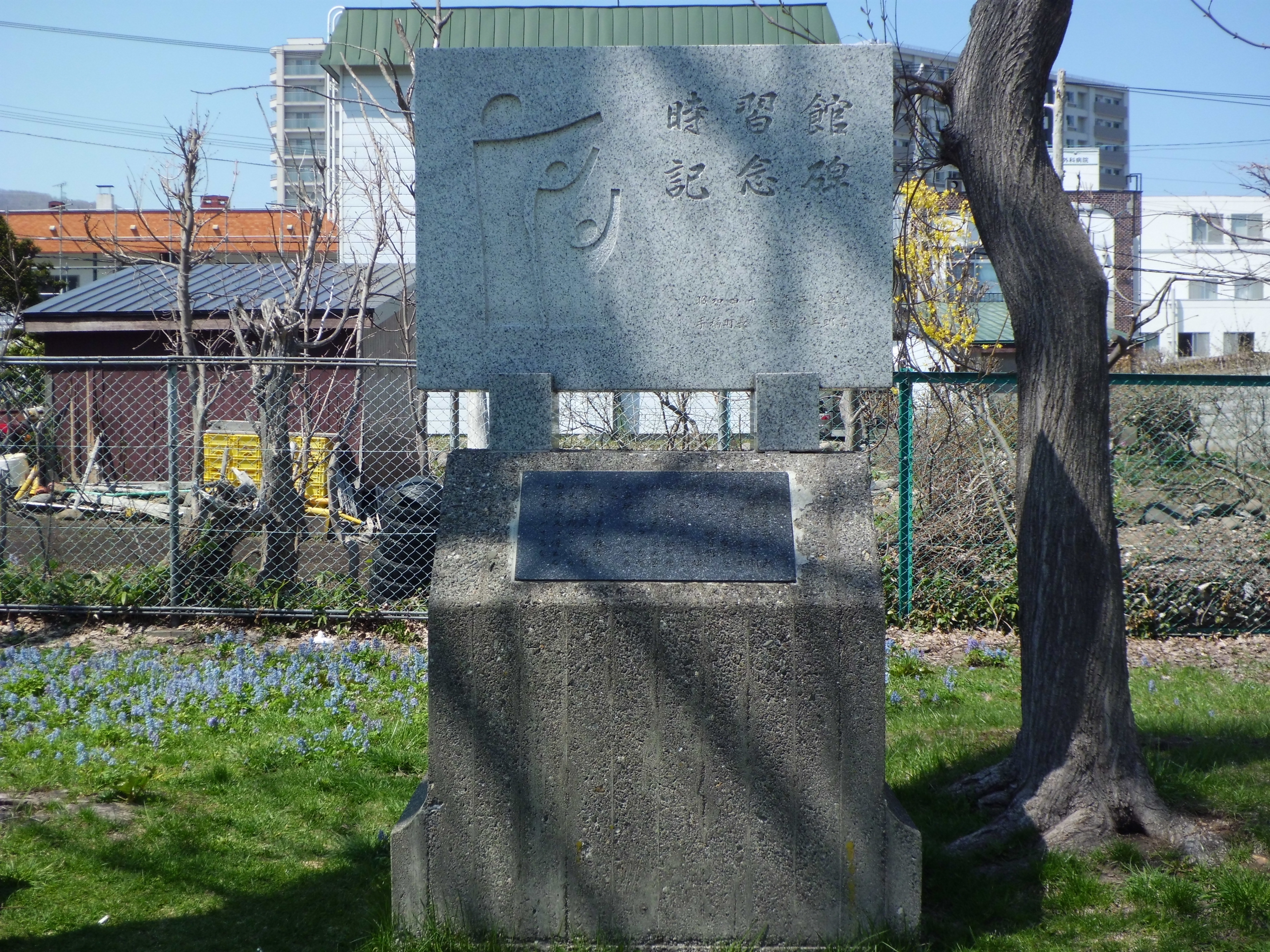
時習館記念碑

本校の前身である時習館は、上手稲に白石藩士241名が入植して間もない1872年（明治5年）5月、三木勉が自宅を開放して始めた私塾である。塾名は『論語』の一節「学びて時にこれを習う」に由来する。三木らが白石村から離れたのは入植者たちの内部対立によるという説があるため、同年3月に白石村にできた善俗堂（札幌市立白石小学校の前身）への対抗意識もあったのではないかという見方もなされる。
教科は読書を中心として、習字や珠算、そして当時としては先進的な算用数字による筆算を取り入れていた。
当初の立地は現在の西町北18丁目付近だったが、手稲筆算所として西町南18丁目付近へと移転。1968年（昭和43年）にはその場所に記念碑が建てられ。1988年（昭和63年）にさっぽろ・ふるさと文化百選のNo.72「時習館跡」として選定された。